# Gymnasion

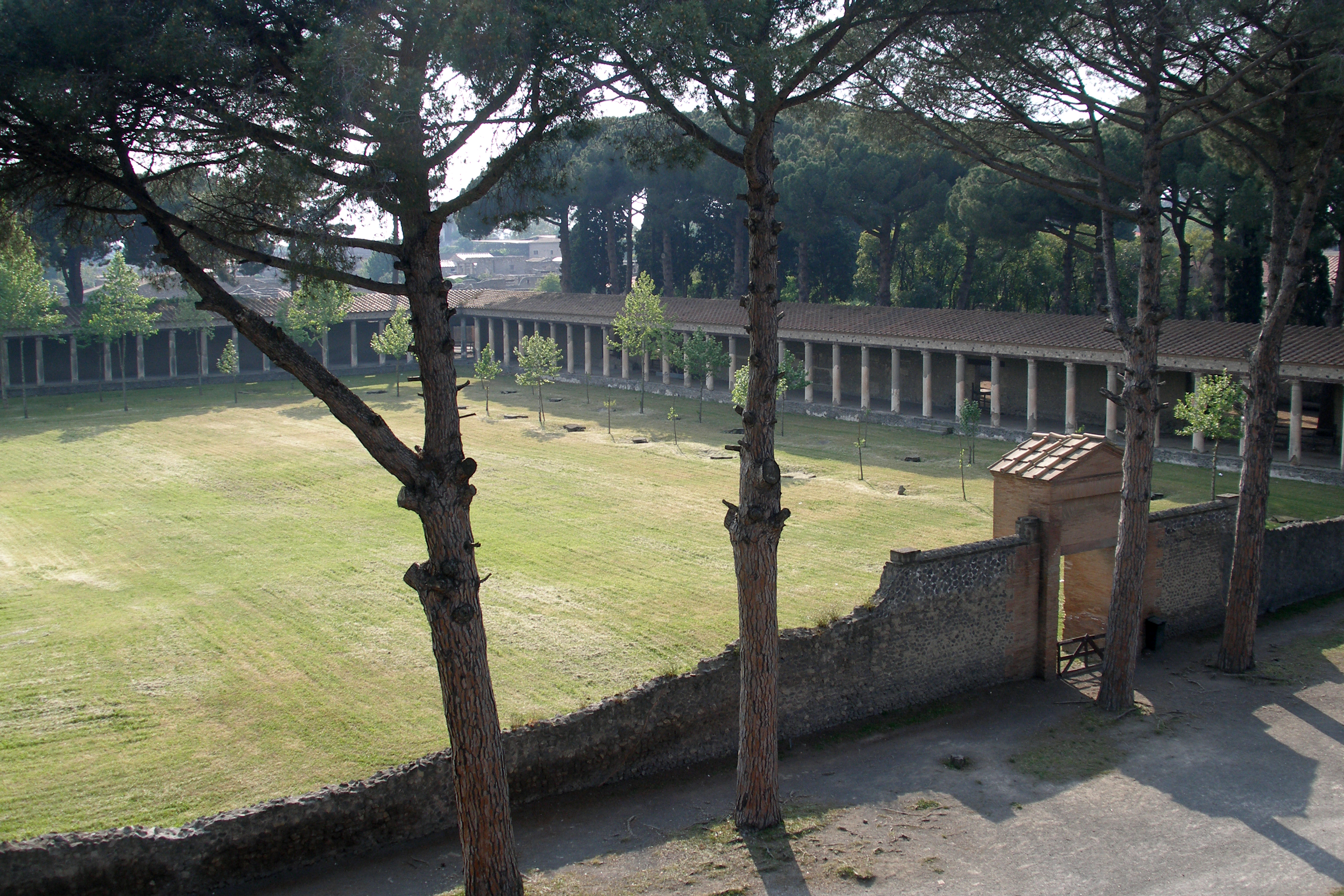
Palestra v Pompejích

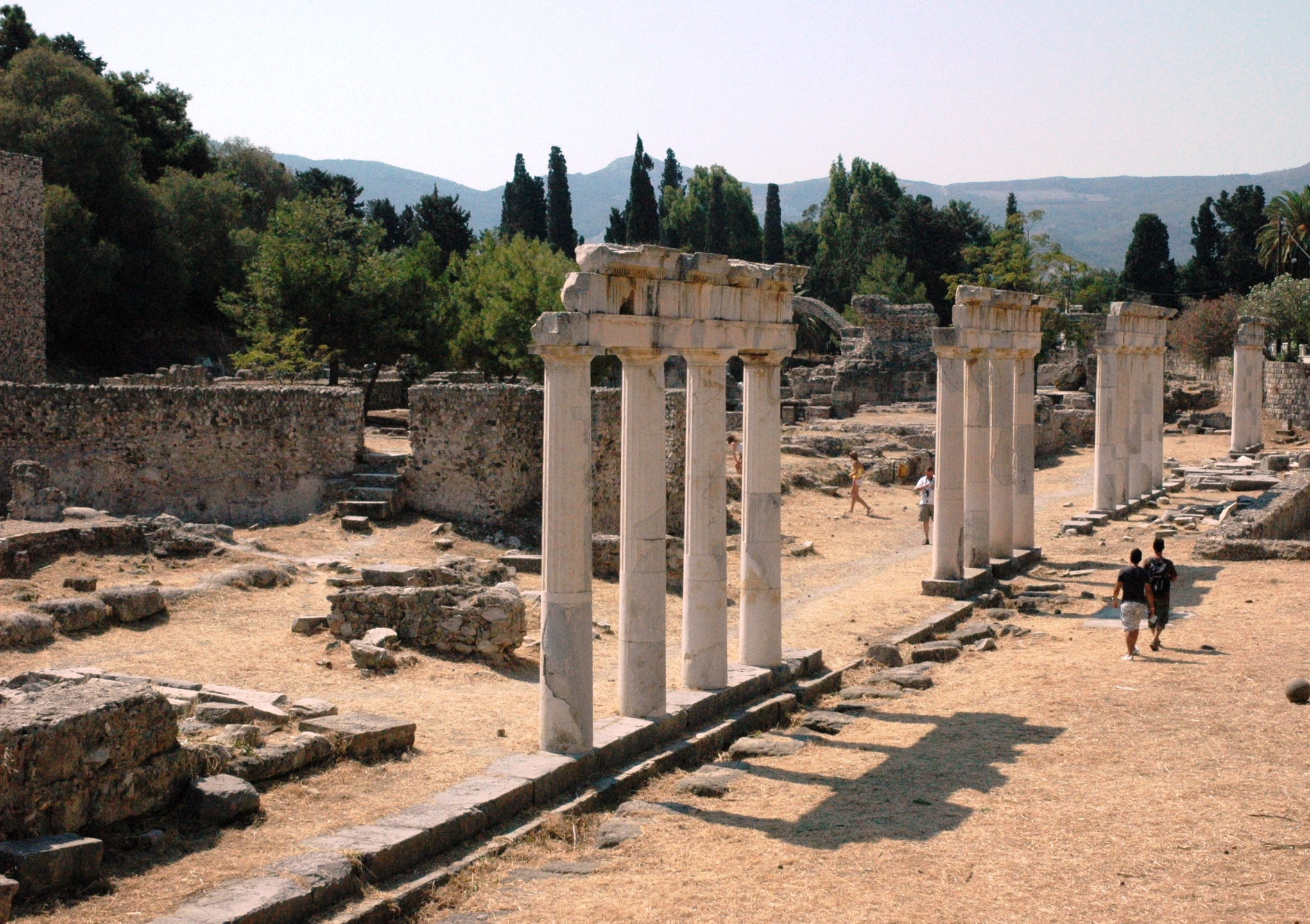
Gymnasion na Kósu

Gymnasion (starořecky: γυμνάσιον, ze základu gymnós = „nahý“) byla původně starořecká instituce, ve které se neodění jinoši a muži zdokonalovali v nejrůznějších tělesných cvičeních lehké atletiky a připravovali se na četné starověké sportovní hry včetně olympijských. Později zde přednášeli filozofové a stále více se prosazovala myšlenka kalokagathie – dosažení harmonie tělesných a duchovních hodnot.